# Имбибиция
Имби́биция в патологической анатомии (не путать с имбибицией в химии, лат. imbibere — впитывать) — третья и последняя стадия образования трупных пятен на мертвой плоти. Проявляется через 48 часов после наступления смерти. Характерным признаком для этой стадии является особая «стойкость» багрово-фиолетовых пятен. При нажатии они не становятся бледнее и не исчезают. Используется в судебно-медицинской практике, как термин, при неточном установлении времени смерти.

## Протекание процесса
Имбибиция применяется к случаям пропитывания какой-либо жидкостью тканей организма (например кровью при кровоизлияниях, водяночной жидкостью при отеках). Однако чаще всего говорят о трупной имбибиции — пропитывании тканей трупа гемоглобином крови. Трупная имбибиция наступает спустя 48 часов после смерти и заключается в том, что при разложении крови гемоглобин выходит из эритроцитов и окрашивает кровяную плазму; в дальнейшем плазма с гемоглобином просачивается через стенки сосудов, пропитывая окружающие мягкие ткани. Наиболее резко трупная имбибиция бывает выражена в местах наибольшего скопления крови, именно в нижерасположенных частях трупа.

## Виды имбибиции
Термином имбибиция принято обозначать пропитывание той или иной жидкой средой какого-нибудь более плотного материала. При этом, однако, в физическом смысле механизм этого пропитывания может быть различным:
- молекулярная имбибиция (пропитывание молекулярной адсорбции жидкости плотным материалом);
- капиллярная имбибиция;
- набухание коллоидов как основа имбибиции;
- имбибиция некоторыми искусственными красящими веществами;
- трупная имбибиция (пропитывание гемоглобином крови тканей)[2].

## Судебная экспертиза
Трупная имбибиция имеет важное судебно-медицинское значение, так как может помочь установить время, которое прошло с момента смерти. Кроме того, знакомство с изменениями трупа, зависящими от имбибиции, необходимо для судебно-медицинского эксперта в виду того, что такие изменения иногда могут симулировать прижизненные кровоизлияния от повреждений, а в легких — пневмонию.